# 本山秀昭
本山 秀昭（もとやま ひであき、1969年（昭和44年）7月25日 - 2009年（平成21年）7月29日）は、熊本県出身のバドミントン選手。
1986年、熊本商科大学付属高校在学時に全日本ジュニアバドミントン選手権大会の男子シングルスで優勝を果たす。日本体育大学進学後の1989年に全日本学生バドミントン選手権大会の男子シングルスで優勝、その翌年も優勝し2連覇を達成。1991年の大会では同じ日体大の霜上和宏に敗れ準優勝にとどまり、3連覇は成らなかった。
大学卒業後は富山県高岡市に本社を置くトナミ運輸に就職、1992年の日本リーグでは新人賞を獲得した。同年には初めてバドミントンが正式種目となったバルセロナオリンピックの男子シングルスに出場した。1回戦で地元スペインの選手、ダビド・セラーノと対戦し勝利を挙げたが、2回戦でマレーシアのラシド・シデク・モハメドに敗れた。この選手は4年後のアトランタオリンピック男子シングルスで銅メダルを獲得する選手であった。
2009年7月29日、熊本県八代市の自宅で40歳で亡くなった。